# 格雷戈·薩布雷特
格雷戈·薩布雷特（1995年8月18日—）是一位斯洛維尼亞足球運動員。在場上的位置是守門員。他現在效力於英格蘭足球超級聯賽球隊斯旺西城足球俱樂部。他也代表斯洛維尼亞各級國青隊參賽。